# Antherotoma densiflora
Antherotoma densiflora là một loài thực vật có hoa trong họ Mua. Loài này được (Gilg) Jacq.-Fél. mô tả khoa học đầu tiên năm 1994.